# Alba de Cerrato
Alba de Cerrato – gmina w Hiszpanii, w prowincji Palencia, w Kastylii i León, o powierzchni 35,21 km². W 2011 roku gmina liczyła 87 mieszkańców.